# Edwards-Wieselmaki
Der Edwards-Wieselmaki (Lepilemur edwardsi) ist eine auf Madagaskar lebende Primatenart aus der Gruppe der Wieselmakis innerhalb der Lemuren.

## Merkmale
Edwards-Wieselmakis zählen zu den größeren Vertretern der Wieselmakis. Sie erreichen eine Kopfrumpflänge von 24 bis 29 Zentimeter, wozu noch ein 26 bis 30 Zentimeter langer Schwanz kommt. Das Gewicht beträgt 1,0 bis 1,2 Kilogramm. Ihr Fell ist am Rücken graubraun gefärbt, wobei die Schultern, die Oberarme und die Oberschenkel deutlich brauner sind. Der Bauch ist hellgrau mit weißlichen Flecken. Der lange Schwanz endet in einer weißen Spitze. Der rundliche Kopf ist grau gefärbt, die Augen sind groß, die Ohren ragen relativ weit aus dem Fell heraus.

## Verbreitung und Lebensraum
Edwards-Wieselmakis bewohnen trockene Laubwälder im nordwestlichen Madagaskar, ihr Verbreitungsgebiet liegt zwischen den Flüssen Mahajamba und Betsiboka. Sie kommen bis in 450 Meter Seehöhe vor.

## Lebensweise
Edwards-Wieselmakis sind wie alle Wieselmakis nachtaktive Baumbewohner. In den Bäumen bewegen sie sich senkrecht kletternd und springend fort. Tagsüber schlafen sie meist in Baumhöhlen, die meisten allein, manchmal findet man aber bis zu vier Tiere zusammen. Bei der Dämmerung begeben sie sich auf Nahrungssuche, dabei sind sie immer allein unterwegs. Ihre Nahrung besteht aus Blättern, Früchten, Samen und Blüten.
Ein Männchen und ein Weibchen teilen ein gemeinsames Revier von rund 1 Hektar Größe. Angrenzende Reviere überlappen sich, und insbesondere in der Trockenzeit, wenn es wenig Nahrung gibt, sieht man mehrere Tiere gemeinsam auf einem Baum fressen.

## Gefährdung
Edwards-Wieselmakis sind vor allem durch die Zerstörung ihres Lebensraums gefährdet, hinzu kommt die Bejagung. Die IUCN listet die Art als „gefährdet“ (vulnerable).